# Tomentella terrestris
Tomentella terrestris är en svampart som först beskrevs av Berk. & Broome, och fick sitt nu gällande namn av M.J. Larsen 1974. Tomentella terrestris ingår i släktet Tomentella och familjen Thelephoraceae.  Arten är reproducerande i Sverige. Inga underarter finns listade i Catalogue of Life.